# 厚真猟銃事件
厚真猟銃事件（あつまりょうじゅうじけん）とは、2011年2月4日に北海道勇払郡厚真町の山林内で、林業作業中の男性（当時45歳）がライフルで撃たれ死亡した事件。犯人と見られる二人組の男は事件後現場から逃走したとみられる。
2021年2月に業務上過失致死傷罪の公訴時効が成立したが、以後は殺人事件として捜査は継続されている。

## 事件の詳細
事件当日、この事件の被害者となった男性を含めた林業会社従業員は、午前7時頃から間伐作業等のため厚真町字桜丘の山林内に入った。
同日午前9時半頃、被害者の同僚が銃声を聞いたため「危ない」と叫んだ。その直後、同僚が約200メートル離れた町道上にオレンジ色の上着を着用したハンター風の二人組の男らを発見したが、男らはすぐさま青色のRV車に乗り込み、現場から立ち去った。
約30分後、同僚が数十メートル離れた山の斜面で木材を引き上げるブルドーザー上で倒れている被害者を発見し、119番通報したが、被害者の左脇腹から右胸にかけてライフルの銃弾が貫通しており、即死だったと見られる。
事件現場は厚真町市街地から約10kmの場所で、道道235号線から延びる町道沿いの民有林。町道に沿って知決辺川が流れ、付近には民家も点在している。付近は狩猟が可能な区域であるものの、人や自動車が行き来きする公道上からの発砲は銃刀法と鳥獣保護管理法により禁止されている。

## 警察による捜査
北海道札幌方面苫小牧警察署は、被害者の死因をライフル銃の銃弾に当たったものと断定。ハンターの誤射による業務上過失致死事件とみて捜査を開始した。被害者の体を貫通したライフル銃の弾頭の捜索に延べ二千人を投入し、付近の土壌をスコップで掘り返しふるいに掛けるなどして捜索したものの見つからず、弾頭の捜索は事件から10ヶ月後の同年11月に打ち切られた。一方、道内外の猟銃所持者約6300人への聞き込みも行なったが、有力な情報は得られなかった。事件発生から10年、苫小牧署はハンターの誤射の可能性が高いとみて捜査してきたが、業務上過失致死罪の公訴時効が2021年2月4日、成立した。
以後、警察は容疑を時効のない殺人に切り替えて捜査を続けている。

## 猟友会の対応
北海道猟友会は翌2月5日、北海道庁で記者会見を行ない「心当たりのある人は名乗り出てほしい」と呼びかけた。道内の70の地元猟友会及び上位組織の大日本猟友会にも情報提供を呼びかけたが、有力な情報は得られず、犯人が名乗り出ることもなかった。